# 한중 전투
한중 전투(漢中 戰鬪)는 219년 유비와 조조가 벌인 전투로 유비가 대승을 거두고 조조를 무찔러 한중을 차지하여 촉의 힘은 2배로 커지게 되었다.

## 배경
당시 조조는 내부의 불순한 세력을 제거하고 세력을 확장시켜 나가는 중이었다. 212년에 조조는 위공의 자리에 올랐고, 214년에는 자신을 암살하려던 헌제의 황후 복황후와 그 일가를 처형하고 자신의 딸을 황후의 자리에 오르게 하였다.
곧이어 215년에는 한중 태수 장로를 무찌르며 한중 공방전에서 승리하여 한중을 점령하였다. 부하 장합과 하후연을 한중에 주둔케하여 지키도록 하였다. 합비 전투 후 조조는 216년 위왕의 자리에 올랐다. 218년에 조조는 경기와 위황의 난을 하후돈과 조휴에게 3만 군사를 주어 진압하게 하였다.
그리고 219년에는 한중의 조홍과 장합에게 명을 내려 서촉 지방을 공격하도록 함으로써 한중 전투의 막이 올랐다.

## 삼국지연의의 묘사

### 탕거산, 와구관 전투
한중에서 군사를 이끌고 남하한 조홍은 장합과 하후연에게 각각 지세가 험준한 곳을 맡아 지키게 한 뒤, 자신은 직접 군사를 이끌고 촉군을 막으러 나섰다. 이때 유비의 부하 장비는 뇌동과 함께 파서를 지키고 있었고, 마초도 군사를 거느리고 하변에 도착하여 부하 오란과 아장 임기를 선봉으로 삼아 위군을 정탐하도록 하였다.
그러나 오란과 임기의 정탐활동은 발각되어 조홍의 군세와 전투가 벌어지게 되었다. 임전중 임기는 조홍에게 죽고 오란은 대패해 겨우 마초의 본영으로 돌아왔다. 한편 장합은 3만 명을 이끌고 파서에서 장비와 대치하게 됐다. 장비는 정예병 5000명을 부하 뇌동에게 내어주고 자신은 군사 1만 명을 거느리고 출발했다.
파서에서 30리즈음 진군했을 때, 장합의 군사와 맞닥뜨린 장비는 뇌동과 협공을 하여 장합을 무찌르고 장합은 겨우 탕거산의 요새로 후퇴하였다.
장합은 장비의 거친 공격에도 불구하고 50일을 버티어 내었고, 제갈량은 부하 위연을 장비에게 보내어, 이에 장비는 술잔치를 벌여 눈 속임을 하였다. 사실 이는 장비의 군세가 나태해진 것으로 오인한 장합의 군세에 기습을 하기 위한 작전이었으며, 결국 장비는 장합을 물리쳤다.
결국 장합은 탕거산을 빼앗겼고 와구관으로 후퇴했으나, 그는 이미 2만 명의 군사를 잃은 뒤였다. 장합은 조홍에게 원병을 요청했으나 조홍은 원병을 보내지 않았고, 장합은 남은 군사를 통솔하여 홀로 장비에 맞서 매복계를 써서 장비의 군세를 기습 공격하였다. 이 싸움에 장비의 부하 뇌동이 죽었다.
하지만, 장합은 곧바로 장비와 위연의 계략(장계취계;적의 계략을 반대로 이용하는 작전)에 말려들어 대패하였고, 다시 와구관으로 도망가 남은 군사들과 결사항전을 하였으나, 장비와 위연이 재동산 소로(小路)를 따라 와구관을 몰래 공격해 함락하였고, 결국 장합은 겨우 남은 군사 10명을 데리고 조홍에게로 도망쳤다.

### 가맹관, 천탕산 전투
장합이 대패하자 조홍은 장합을 죽이려 하나 곽회의 만류로 장합을 살려주고 다시 내보내 서촉의 가맹관을 치게 한다. 이에 유비는 노장 황충과 엄안을 부하 곽준과 맹달이 지키는 가맹관으로 보낸다.
장합은 황충을 우습게 보다가 황충과 엄안의 협공으로 다시 크게 패하고 결국 조홍은 장합을 감시하기 위해 하후상과 옛 장사 태수 한현의 동생이자 항복한 장수 한호를 보낸다. 이에 황충은 교병지계 계책을 펴서 가맹관으로 퇴각하고 유비는 양자 유봉을 보낸다.
황충은 그날 밤 5000명의 군사를 이끌고 기습 작전을 펴 하후상과 한호를 무찌르고 이에 하후상은 형 하후덕이 있는 천탕산으로 후퇴하지만 황충은 유봉과 함께 천탕산도 공격한다. 이에 한호가 정예병 3000명을 이끌고 황충을 죽이려 하나 오히려 황충의 힘에 밀려 전사하고 불을 질러 그 과정에서 하후덕도 엄안에게 전사한다.
결국 한호와 하후덕이 죽자 하후상과 장합은 하후연이 있는 정군산으로 후퇴한다.

### 정군산 전투
황충이 가맹관과 천탕산에서 조조군을 연이어 무찌르자 유비는 본격적으로 10만 대군을 이끌고  한중 정벌에 나서고 이에 조조도 장사 유엽의 건의로 40만 대군을 이끌고 한중의 유비를 막으러 군사를 일으키는데 하후돈을 선봉으로 삼고 자신은 중군을 거느렸으며 조휴에게 후군을 맡게 한다.
황충은 하후연이 지키는 정군산을 공격하기 위해 병사 3000명과 모사 법정을 데리고 정군산에 진을 치고 제갈량은 조운, 유봉, 맹달에게 군사 3000명을 주어 황충을 돕게 한다. 황충은 첫 싸움에서 하후연과 전투를 벌여 20합이나 싸웠으나 승부가 나지 않자 각자의 진영으로 돌아왔다.
하후연은 수비만 하며 장기전을 벌었고 부하 하후상과 군사 3000명을 조조의 영채로 떠나게 하였다.  이에 황충은 부하 아장 진식에게 군사 1000명을 주었으나 하후상에게 패배하고 후퇴하던 중에 하후연에게 사로잡히고 만다. 이에 황충은 법정의 건의로 하후상과 싸워 하후상을 사로잡고 붙잡힌 부하 진식과 교환한다.
황충은 군사를 거느려 하후연의 부장 두습을 물리치고 하후연의 진영이 내려다보이는 산봉우리를 점령한다. 하후연은 군사를 일으켜 황충에게 싸움을 걸고 황충은 법정의 의견으로 기습 공격을 하여 하후연의 군대를 무찌르고 하후연은 황충을 죽이려 했으나 황충은 단숨에 하후연을 두 토막 내 죽여버린다.
황충이 기세를 몰아 정군산 위로 올라오자 장합이 군사를 거느리고 맞섰으나 황충과 진식의 협공으로 대패하고 도중 조운의 기습으로 군사를 태반이나 잃는다. 그리고 정군산은 유봉과 맹달에 의해 점령되고 장합은 부장 두습과 겨우 군사를 수습해 한수 기슭에 영채를 세운다.

### 북산, 미창산, 한수, 오계산 전투
하후연이 죽자 조조는 분노하여 40만 대군 중 20만 명을 이끌고 서황을 선봉으로 삼아 한수에 당도한 뒤 장합, 두습과 합류했다. 그리고 미창산의 군량과 마초를 북산으로 옮기고 진을 친다. 이에 유비는 황충을 정서대장군으로 봉한 뒤 다시 보내고 조운과 부장 장익도 보낸다.
그러나 황충은 부하 장저와 북산을 공격하던 중 장합과 서황의 함정에 빠져 크게 고전하고 수적 열세에도 불구하고 열심히 싸웠으나 포위되고 만다. 황충의 부하 장저가 군사 300명을 이끌고 겨우 포위망을 벗어났으나 조조의 부하 문빙에게 포위당하고 만다.
이에 조운이 장익에게 영채를 맡기고 직접 황충을 구하러 가 문빙의 부장 모용렬과 초병을 죽이고 황충을 구해내고 곧 다시 군사를 이끌고 문빙을 격파해 장저를 구해낸다. 이에 조조의 군사들이 조운을 추격했으나 조운은 영채를 지키던 장익과 합류해 참호 속에 궁노수들을 매복해 조조군을 무찌른다.
한편 유봉과 맹달도 미창산으로 쳐들어가 군량과 마초를 불태우고 결국 조조가 북산을 포기하고 남정으로 돌아가자 서황과 장합도 버틸 수 없어 본채를 버리고 달아났다. 유비는 조운을 호위장군으로 봉하고 조조는 다시 야곡 샛길로 대군을 보내 한수를 치려한다.
유비는 직접 군사를 이끌고 나가고 조조는 부하 서황을 선봉으로, 왕평을 부선봉으로 봉해 한수로 진격하게 한다. 서황은 왕평의 간언을 물리치고 한수를 건너 영채를 세웠다가 황충과 조운의 협공으로 크게 패하고 서황에게 불만을 품던 왕평은 그날 밤에 조운에게 항복하고 유비는 왕평을 편장군으로 삼고 향도사의 임무를 맡겼다.
조조는 직접 군대를 이끌고 조운을 쫓아 유비의 본채 앞에 다다라 공격했으나 조운의 화살 공격과 유비군의 공세로 인해 패하고 조조는 다시 군대를 정비해 오계산에서 유비군과 맞선다. 조조는 부하 서황을 내보내 유비의 양자 유봉과 싸우게 하지만 제갈량의 계책으로 유비, 황충, 조운이 협공을 하고 위연과 장비에게 남정까지 함락된다.
결국 크게 패한 조조는 양평관으로 물러나고 만다.

### 양평관 전투
조조가 양평관으로 물러나자 유비는 제갈량에게 임무를 부여해 장비와 위연에게 조조군의 군량미를 끊고 황충과 조운에게 양평관 주변의 산에 불을 지르라는 명령을 내린다.
한편 조조는 부하 허저에게 정예병 1000명을 내주어 식량을 호송하도록 했으나 허저는 술을 마시고 식량을 호송하다가 장비의 기습 공격으로 크게 패해 상처까지 입고 후퇴한다. 그리고 조조는 곳곳에 매복한 촉군과 장비, 조운, 황충의 협공으로 양평관이 포위되자 후퇴하고 겨우 야곡 경계로 갔다.
이에 군사 5만을 이끌고 대군의 오환족 반란을 평정한 조조의 셋째 아들 조창이 지원군을 이끌고 와 유비의 부하 오란을 죽이고 아버지 조조를 만나 다시 반격을 하게 하였으나 유비는 유봉과 맹달에게 군사 5000명을 내보내 조창을 격파한다.
그리고 영채에 돌아온 조조는 계륵의 뜻을 알아챈 행군주부 양수를 처형하고 다시 공격을 하지만 마초가 뒤에 나타나 조조군의 영채를 습격해 불을 지르고 조조는 위연의 화살에 맞아 큰 상처를 입고 죽을 뻔 하지만 부하 방덕의 도움으로 후퇴한다.
조조는 허창으로 가려 하지만 야곡산을 지나던 중 마초의 복병에게 추격당해 겨우 허창으로 돌아온다.

## 정사의 한중 전투
조조는 장합에게 파서로 가 그곳 백성을 한중으로 옮길 것을 지시한다. 파서 태수이던 장비는 곧바로 정예 1만명을 이끌고 3갈래로 나눠 진격한 장합과 50여일의 장기전 끝에 격파하여 유비와 조조의 한중 전투 전초전을 유비군의 승리로 시작하게 된다.
이후에 마초와 그의 부장 오란과 힘을 합치나 조휴의 강한 방어와 조홍의 침착한 지휘로 오란이 전사하자 승산이 없다고 판단하고 철수한다.
유비는 직접 군을 이끌고 한중을 점령하러 나선다. 선봉으로 조운과 황충을 내세우고 종군 참모로 법정과 황권을 대동했다. 제갈량은 익주에 남아 후방지원과 익주 통치 대리를 담당했고, 이엄이 남만을 감시했다. 유비가 한중으로 간 이후 남만에서 반란이 일어나나 이엄이 바로 평정했다.
정군산에서 법정과 황권이 하후연을 칠 계책을 제시하고, 유비가 그것을 받아들여 황충에게 실행하도록 지시한다. 황충은 계책을 행동에 옮겨 정군산에서 하후연을 참살하는 공훈을 세운다.
하후연의 전사와 유비가 몸소 한중을 침공했다는 소식에 조조도 직접 군을 이끌어 한중을 놓고 유비와 다시 맞대결을 시도한다. 초기에 한중을 빼았고 승기를 잡은 유비는 방어에 중점을 둔 지구전을 벌였고, 한중을 탈환하려는 조조는 공격에 힘을 쏟았다. 하지만 전투는 양쪽 지휘관인 유비와 조조가 화살이 빗발치는 전장에 직접 앞장서서 지휘를 할 정도로 치열했다. 결국 조조는 승산이 없다고 판단해 퇴각한다. 조조는 퇴각한 후에도 장안에 머물며 한중을 다시 수복하려는 움직임을 보였으나 결국 생전에 한중을 되찾지 못했다.

## 한중왕과 형주 침략
유비는 유봉, 맹달, 왕평 등에게 상용 지역을 점령하라고 명해 방릉 태수 괴기가 죽고 상용에 있던 신탐 등은 항복했고 조조는 한중에 이어 상용 지역까지 잃고 만다. 유비는 한중왕에 오르라는 신하들의 권유를 수 차례에 거절하다가 결국 한중왕의 자리를 승낙하고 왕위에 오른다.
그리고 아들 유선을 왕세자로 삼고 제갈량을 군사로 삼아 나랏일과 군의 일을 맡도록 한다. 또한 관우, 장비, 조운, 마초, 황충을 오호대장군으로 임명하고 허정을 태부로, 법정을 상서령으로 봉했다.
유비가 한중왕에 올랐다는 소식이 조조에게로 전해지자 조조는 분노해 군사를 일으키려 하지만 군사 사마의의 의견으로 손권이 유비의 형주를 뺏도록 진언했고, 손권이 이에 응하면서 오나라의 명장 여몽이 관우가 북벌을 행했을때, 나머지 형초 지방을 공략하고 관우도 이때 반장의 손에 사망했다.